# 1815 en mathématiques
| Années des mathématiques : 1812 - 1813 - 1814 - 1815 - 1816 - 1817 - 1818    |
| Décennies des mathématiques : 1780 - 1790 - 1800 - 1810 - 1820 - 1830 - 1840 |

Cet article présente les faits marquants de l'année 1815 en mathématiques.

## Naissances

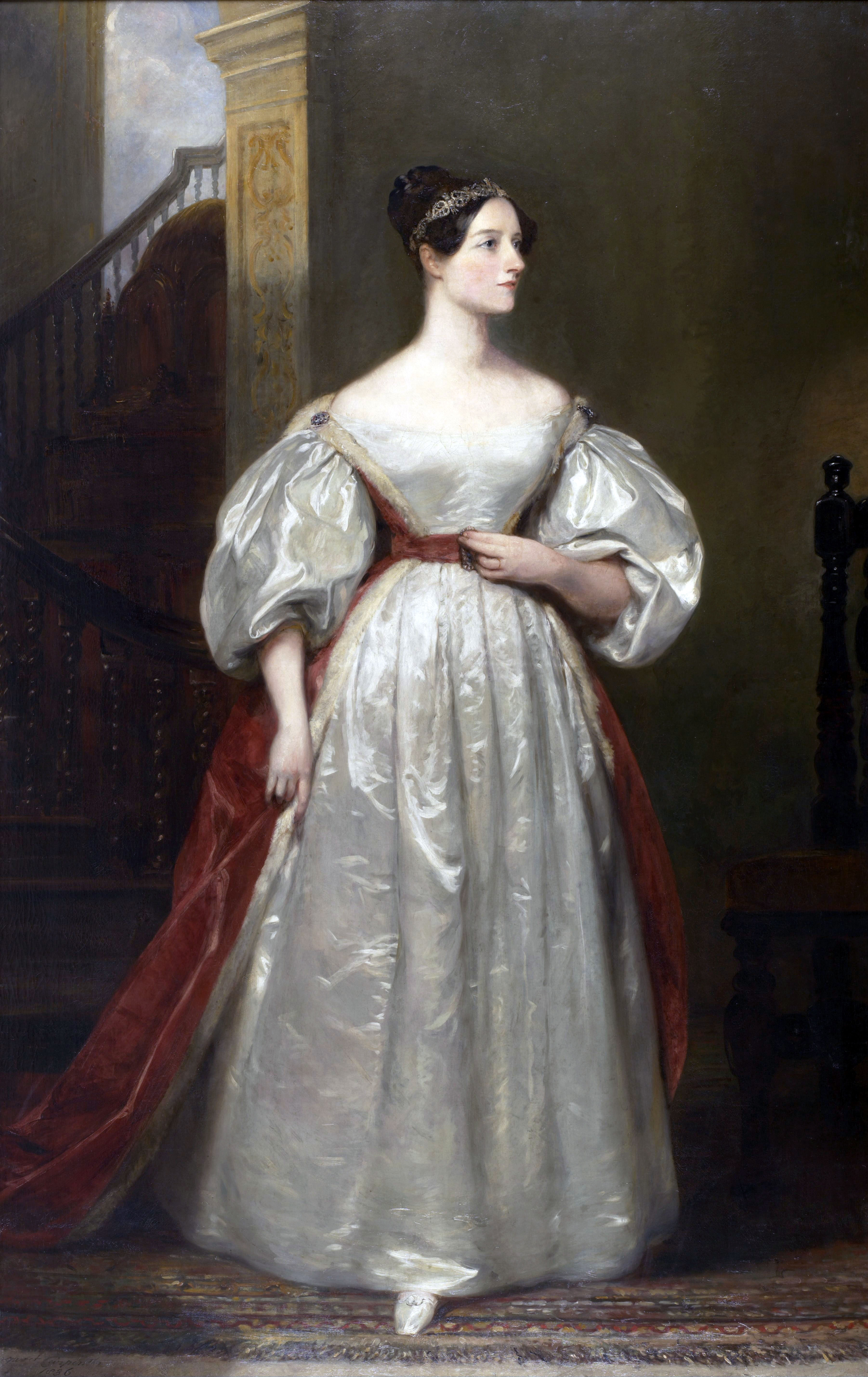
Ada Lovelace

- 29 mars : Henri Garcet(mort en 1871), mathématicien français.

- 31 octobre : Karl Weierstrass (mort en 1897), mathématicien allemand.

- 2 novembre : George Boole (mort en 1864), logicien, mathématicien et philosophe britannique.

- 10 décembre : Ada Lovelace (morte en 1852), mathématicienne britannique.

## Décès
- 15 janvier : Thomas Bugge (né en 1740), mathématicien, astronome et géographe danois.

- 1er avril : Tommaso Valperga di Caluso (né en 1737), homme de lettres, orientaliste et mathématicien italien.

- 20 décembre : Pietro Cossali (né en 1748), mathématicien italien.